# Constantin Eftimiu (lăutar)
Constantin Eftimiu (n. 1908, Preasna, România – d. 1988, Giurgiu, România) a fost un cunoscut lăutar (vocalist și violonist) român, de etnie romă. 

## Biografie
S-a născut în anul 1908 în satul Preasna, Călărași, într-o familie de lăutari. 
În 1913 rămâne orfan de ambii părinți și este adoptat împreună cu ceilalți frați ai săi de către o soră din partea tatălui, care locuia la București. Aici copilărește și se formează în mahalaua din Șoseaua Iancului, unde în perioada interbelică exista cartierul lăutarilor și unde s-au format de-a lungul timpului numeroși instrumentiști, soliști vocali sau conducători de formații muzicale.
În 1924 începe să cânte alături de vecinii și prietenii săi care, mai târziu, aveau să-i devină colegi de formație: Fănică Vișan, Mitică Ionescu sau Mitică Ciuciu.
În perioada 1930-1940 cântă la diferite localuri bucureștene, precum Herăstrău și Floreasca, participând la petrecerile organizate în cartierele sau prin satele din apropiere.
În 1941 pleacă pe front, participând la luptele de la Odessa. După terminarea războiului, unitatea sa a fost trimisă la Giurgiu, unde se stabilește până la sfârșitul vieții, câștigându-și existența practicând meseria de muzicant. Aici cântă cu diferite formații în numeroase localuri giurgiuvene, iar mai târziu, când se desființează localurile particulare, cântă cu formația proprie la nunți, în București.
În 1948, după instaurarea noului regim, este chemat la orchestra populară a Casei de Cultură din Giurgiu, cu care a început să facă înregistrări la Radio. 
Din 1962 începe să facă înregistrări la casa de discuri Electrecord, cu orchestra violonistului Nicu Stănescu. Piesele înregistrate (ce constau în vechi melodii populare și lăutărești urbane) au apărut pe mai multe discuri de gramofon și de vinil.
Cântă ocazional pe litoral la restaurantul „La calul Bălan” din Neptun împreună cu Romica Puceanu și Gabi Luncă, local frecventat de persoane din conducerea regimului comunist, printre care și Nicu Ceaușescu, iubitor de muzică lăutărească.

## Decesul
Moare în anul 1988 la Giurgiu, la vârsta de 80 de ani.